# Enge-Sande
Enge-Sande (nordfriesisch Ding-Sönj, südjütisch: Æng-'Sanj, niederdeutsch Eng-De Sand) ist eine Gemeinde im Kreis Nordfriesland in Schleswig-Holstein. Enge, Sande, Soholm, Schardebüll (dänisch Skardebøl), Engerheide (dänisch Engehede) und Knorburg (dänisch Knorborg) liegen im Gemeindegebiet.

## Geografie

### Geographische Lage
Das Gemeindegebiet von Enge-Sande erstreckt sich nördlich vom Flusslauf der Soholmer Au zu beiden Seiten des Übergangs der Naturräume Lecker Geest und Nordfriesische Marsch (Enger Koog). Der Langenberger Forst, eine 1878 im Auftrag der Provinz Schleswig-Holstein durch Strafgefangene aus Glückstadt unter der Leitung von Carl Emeis auf insgesamt 420 Hektar aufgeforstete ehemalige Heidefläche, erstreckt sich im nördlichen Gemeindegebiet.

### Gemeindegliederung
Neben den beiden Dörfern, die im heutigen Gemeindenamen vereinigt sind, befinden sich ebenfalls die Dorflagen von Knorburg (dänisch Knorborg), Schardebüll (dänisch Skardebøl) und Soholm im Gemeindegebiet. Weitere Siedlungsplätze sind die Häusergruppen Ackern (dänisch Agern), Blinge, Degel, Engemühle (dänisch Enge Mølle), Hörn (dänisch Hørn) und Perebüll (dänisch Perbøl), die Streusiedlungen Engerheide (dänisch Enge Hede) und Soholmfeld (dänisch Soholm Mark), sowie die Höfesiedlungen Klapphagen (dänisch Klaphage), Klingenberg (dänisch Klingbjerg), Knorburgfeld, Linnerthof, Schardebüllfeld (dänisch Skardebøl Mark) und die Haussiedlung Maade im Gemeindegebiet.

### Nachbargemeinden
Direkt angrenzende Nachbargemeinden von Enge-Sande sind:
|           | Leck, Stadum                                |           |
| Stedesand | Kompassrose, die auf Nachbargemeinden zeigt | Lindewitt |
|           | Bargum, Lütjenholm                          |           |

## Geschichte

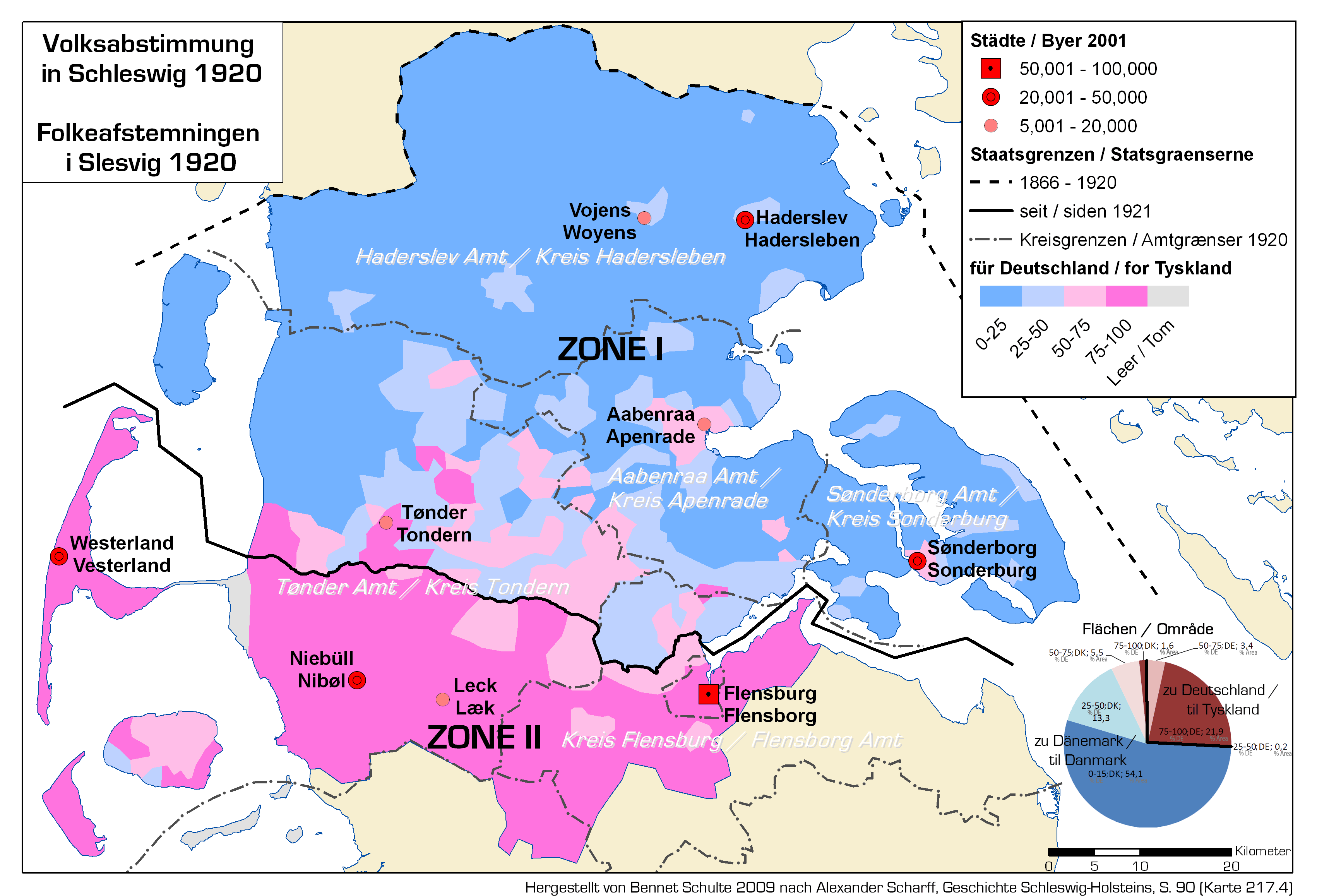
Volksabstimmung im Landesteil Schleswig 1920

Funde von etwa 14.000 Jahre alten Steinbeilen und anderen Werkzeugen weisen auf Besiedlung schon in der Steinzeit hin.
Erstmals urkundlich erwähnt wurde das Dorf Sande im Mahn- und Hebungsregister der Kirche zu Enge im Jahre 1636 in der Form Up dem Sande und Enge upt Sand.
Die Sturmflut von 1634 forderte in der Gemeinde Enge ihre Opfer: Laut Aufzeichnungen kamen dabei 50 Menschen und 142 Tiere um. Außerdem wurden vier Häuser im Gebiet „Ackern“ Opfer der Flut.
Bis zum Deutsch-Dänischen Krieg 1864 war Enge-Sande Teil des dänischen Herzogtums Schleswig (Sønderjylland) und bildete hier ein eigenes Kirchspiel (dän. sogn) innerhalb der Karrharde (Kær Herred). 1867 wurde es Teil der preußischen Provinz Schleswig-Holstein. Bis 1920 gehörte die Gemeinde zum früheren Kreis Tondern und war damit Teil der Zone II („Mittelzone“) bei der Schleswigschen Volksabstimmung am 14. März 1920. Dabei hatte der südliche Teil Tonderns mit großer Mehrheit für Deutschland gestimmt, sodass die heutige Gemeinde Enge-Sande, wie der überwiegende Rest der zur Zone II gehörigen Gemeinden, Deutschland zugesprochen wurde. Historisch bedingt gibt es heute eine dänische Minderheit in dem Gebiet. Die Gemeinde selbst hat jedoch keine dänischen Institutionen oder Vereine. Diese befinden sich in dem nahegelegenen Ort Leck.

### Dorfleben
Vom Anfang bis zur Mitte des 19. Jahrhunderts arbeiteten viele Gemeindebewohner als Weber. Die von ihnen erzeugten „Leinen und gestreiftes Wollenzeug“ wurde vornehmlich auf Husumer und Flensburger Märkten verkauft. Laut Quelle soll das Dorf Soholm ein reines Fischerdorf gewesen sein, da die Soholmer Au zur damaligen Zeit sehr fischreich gewesen sein soll. In dem Ort Knorburg soll ehemals nur eine einzige Fischerhütte gestanden haben, die Anfang des 19. Jahrhunderts abgerissen wurde. Ab Mitte des 19. Jahrhunderts lebten die meisten Einwohner von der Viehlandwirtschaft, darunter Rinder, Pferde und Schafe, auch wenn einige Einwohner noch immer „einen Webstuhl oder ein Spinnrad in Gebrauch haben“. Da das Ackerland ertragsarm war, reisten viele Dorfbewohner in den Spätsommermonaten zur Erntearbeit nach Nordstrand, Eiderstedt usw., um sich Geld dazuzuverdienen. Zur zusätzlichen Heugewinnung kauften oder pachteten viele Bauern der heutigen Gemeinde Enge-Sande ab Mitte des 19. Jahrhunderts zusätzlich eigene Marschwiesen in den westlich liegenden Kögen. Außerdem gewannen die meisten Gemeindebewohner ihren Torf aus eigenen Ländereien, der unter der Kleischicht der Wiesen lag.

### Historische Agrarstruktur
Die Landwirtschaftlichen Betriebe im Westen des Dorfes Enge hatten ihre Ländereien im Norden und Süden ihres Hofes („von der Au bis an den Langenberg“). Ebensolche im östlichen Teil waren meist gemeinschaftliches Eigentum, weshalb die Ländereien nicht festgelegt waren. Bis ins 19. Jahrhundert wurden gewöhnliche Höfe „Bondengut“ genannt, die im rechtlichen Sinne zum Amt Tondern bzw. Karrhardenvogtei gehörte, während Haus und Land in Privatbesitz waren. Bauern, die die Verfügungsrechte über ihre Grundbesitze verloren hatten, mussten mit dem jeweiligen „Landesherren“ ein besonderes Pachtverhältnis eingehen. In dem Dorf Enge waren diese Landesherren:
- das Domkapitel in Schleswig – die Gemeinschaft der Kleriker am Dom
- Das Gut Fresenhagen, das seit 1534 existierte; bis ins 17. Jahrhundert entwickelte sich die Abhängigkeit bis zur Leibeigenschaft.
- die Güter Klixbüllhof und Karrharde (entstanden im 15. Jahrhundert)
- mehrere auswärtige/adelige Güter
- der Herzog zu Schleswig
- die Kirche zu Klixbüll (Zu ihr gehörten die sogenannten „Vikariengüter“, die im 15. Jahrhundert der Kirche von der Familie Sönksen gestiftet waren. Diese gerieten nach der Reformation in die Hand der Landesherrschaft.)
- die Kirche St. Nikolai in Flensburg (durch die Einkunftsübetragung einer adeligen Dame aus Klixbüll im Jahr 1483; im 16. Jahrhundert wurden diese von der Gutsherrschaft Fresenhagen bestritten.)

Quellen zufolge besaß der Dom zu Schleswig bereits im Jahr 1352 sieben Höfe in Sande, Perebüll und Ackern und einen in Enge. Hierbei bezahlten die Bauern in Sande dem Dom eine Steuer von sieben Pfund Sterling, während das Gut in Enge lediglich fünf Schilling Sterling zahlte. Genaue Angaben zur Häufigkeit der Zahlungen sind nicht angeführt.
Neben der Pachtung von Höfen gab es in der Gemeinde die sogenannten „Freibonden“, die durch Kauf, Heirat oder Pfandnahme von ehemals einheimisch ansässigen Adeligen im Mittelalter in den Besitz einfacher Bauern kam. In wenigen Fällen gab es in Enge sogenannte Katen, welches kleine Häuser ohne Land waren, in denen Arbeiter oder Gewerbetreibende wohnten. Schließlich befanden sich im Dorf mehrere Mühlen. Die letzte ihrer Art, dessen Grundrisse noch heute zu erkennen sind, wurde im Jahr 1979 stillgelegt.

### Sprachen
Die Gemeinde Enge-Sande ist geprägt durch eine historisch bedingte sprachliche Vielfalt. Neben Hochdeutsch sind örtlich auch das schleswigsche Niederdeutsch (Plattdeutsch), Nordfriesisch und Dänisch üblich.
Dabei teilte sich die Gemeinde bereits früh in ihre sprachlichen Präferenzen. So hielt der ansässige Pastor Johann Andreas Iversen (im Amt 1834–1840) fest, dass die Sprachen im Westen des Kirchspiels Enge, einschließlich Engerheide und Schardebüll, vornehmlich Nordfriesisch und Deutsch waren, während im östlichen Teil der Gemeinde Deutsch und Dänisch gesprochen wurde. Dabei soll Dänisch bereits nur noch selten vorgekommen sein „als es noch vor 1 bis 2 Menschenaltern noch durchweg üblich gewesen ist“. Darüber hinaus schrieb Iversen, dass sich die Sprachgesinnung in „Sitte und Gesinnung“ widerspiegelte.
In der Topographie des Herzogtums Schleswig von Henning Oldekop, Kiel 1906 (X130/131) wurde festgehalten, dass die Bewohner des Dorfes Sande „größtenteils friesischer Abstammung“ seien und ihre Volkssprache noch ausübten. Allerdings berichtet Albrecht Johannsen 1927, dass nur noch von 25 bis 50 Prozent der hiesigen Bevölkerung die Karrharder Mundart beherrschten.
Heute sind sowohl Friesisch als auch Dänisch Minderheitssprachen in dem Gebiet, wobei das Karrharder Friesisch vom Aussterben bedroht ist. Im Gegensatz hierzu wird das Dänische in der Gemeinde durch die im Umland befindlichen dänischen Institutionen des dänischen Schulvereins, Dansk Skoleforening for Sydslesvig, am Leben erhalten und gepflegt. Jedoch wird der in dem Gebiet ursprünglich übliche dänische Dialekt Sønderjysk nicht gelehrt und ist deshalb in dieser Region ebenfalls vom Aussterben bedroht. Stattdessen ist mit dem Südschleswigdänischen eine Varietät des Reichsdänischen (Hochdänischen) verbreitet.

### Gemeindebildung
Am 1. Februar 1974 wurden die damaligen Gemeinden Enge, Engerheide (dänisch Engehede; nordfriesisch Dinghii), Knorburg (dän. Knorborg, nordfr. Knorborch), Sande, Schardebüll (dän. Skardebøl) und Soholm zur neuen Gemeinde Enge-Sande zusammengeschlossen. Soholm hat rund 134 Einwohner (Stand 2009). Knorburg ist mit nur elf Häusern die kleinste der sechs ehemaligen Gemeinden.

### Einwohnerentwicklung
Kirchliche Daten über Einnahmen, Ausgaben, Geburten, Taufen etc. halten die geschichtliche Einwohnerentwicklung der Gemeinde Enge-Sande in der Tabelle dargestellt fest.
Die Zahlen aus den Jahren 1961 und 1970 entstammen den Volkszählungen am 6. Juni 1961 und am 27. Mai 1970.
| Ort         | 1896 | 1901 | 1906 | 1911 | 1921 | 1926 | 1961 | 1970 |
| ----------- | ---- | ---- | ---- | ---- | ---- | ---- | ---- | ---- |
| Enge        | 363  | 361  | 313  | 332  | 312  | 347  | 336  | 313  |
| Engerheide  | 84   | 80   | 74   | 106  | 83   | 84   | 66   | 56   |
| Knorburg    | 25   | 27   | 27   | 30   | 27   | 21   | 33   | 34   |
| Sande       | 175  | 187  | 185  | 191  | 180  | 188  | 279  | 389  |
| Schardebüll | 98   | 107  | 106  | 99   | 106  | 105  | 75   | 79   |
| Soholm      | 150  | 142  | 150  | 147  | 172  | 193  | 142  | 158  |

## Kirche

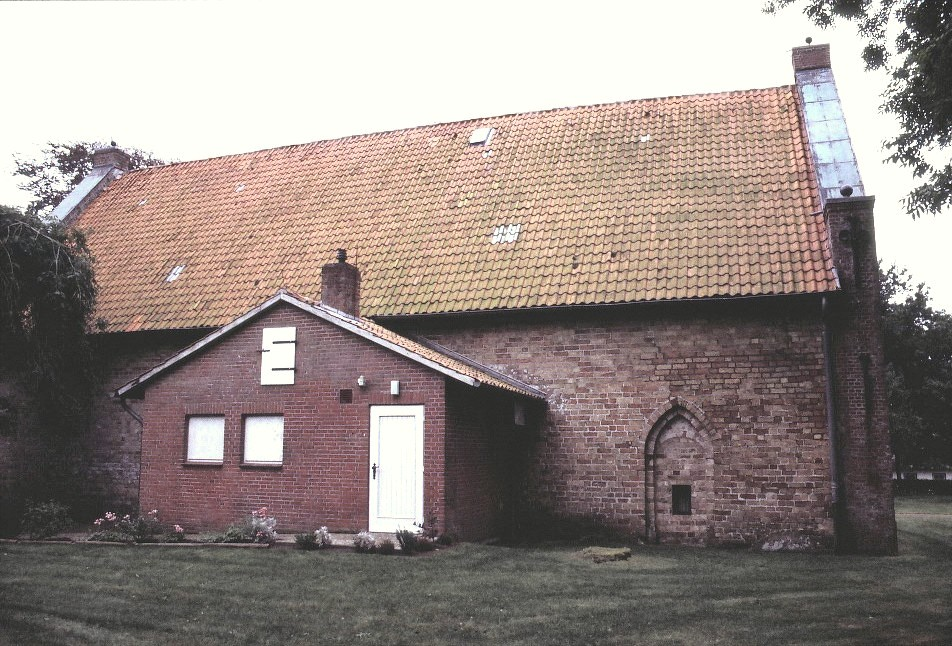
Nordseite der Enger Kirche

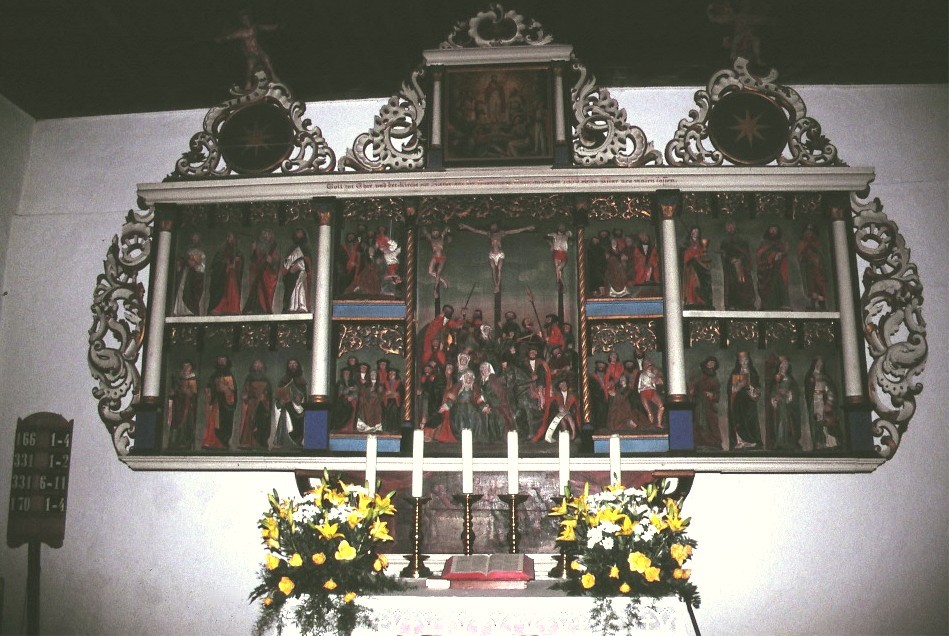
Kirchenaltar der Enger Kirche

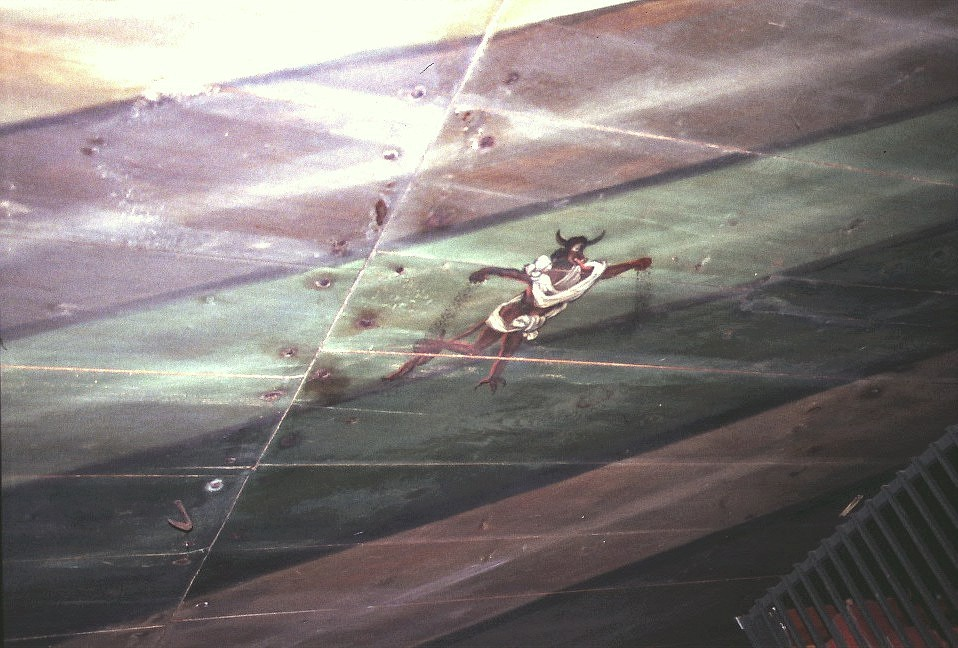
Unkraut säender Teufel auf der Enger Kirchendecke

Die Enger Kirche wurde bereits im 13. Jahrhundert errichtet und der heiligen Katharina von Alexandrien geweiht. Der Schnitzaltar stammt von 1520 und ist der Legende nach aus einer in der Burchardiflut 1634 untergegangenen Kirche gerettet. Anfang des 17. Jahrhunderts wurde die Kirche umgebaut. Auf der holzgetäfelten Decke befindet sich eine Darstellung des Dorfes Enge im Jahre 1779, gemalt von Hinrich Melchior Sönnichsen (1776–1812), Bohlsmann und Maler aus Abro. Zwischen den ackernden Bauern ist ein Unkraut säender Teufel gemalt, Abbild des Gleichnisses von Vierfachen Acker (Mt.13 ). Das Triumphkreuz und ein Kruzifixus von einem Altarkreuz stammen aus dem letzten Viertel des 15. Jahrhunderts.
Heute teilen sich die Kirchengemeinden Enge und Stedesand eine „verbundene“ Pfarrstelle, die zum Kirchenkreis Nordfriesland gehören. Pastorin Anja Nickelsen-Reimers betreut die Kirchengemeinde Enge, zu der die umliegenden Ortsteile Sande, Soholm, Schardebüll, Engerheide, Holzacker und Knorburg gehören. Pastor Thomas Reimers betreut die Kirchengemeinde Stedesand, zu denen Westerschnatebüll, Broweg, der Störtewerkerkoog mit Trollebüll, Schweinehallig und Hasenhallig gehören.
Im Jahr 2009 feierte die Kirchengemeinde ihr 650-jähriges Bestehen.
Pastor Werner Stümke gründete im Jahr 1963 den hiesigen Posaunenchor, unter Mithilfe des damaligen Landesposaunenwartes Hans-Heinrich Oldsen.
Liste der Enger Pastoren
| Amtszeit  | Pastor                                          |
| --------- | ----------------------------------------------- |
| 1645–1661 | Paul Laurentii                                  |
| 1662–1698 | Laurentius Nicolai                              |
| 1698–1746 | Laurentius Carstens                             |
| 1747–1783 | Carsten Carstensen                              |
| 1783–1789 | Peter Ludwig Bernth                             |
| 1790–1792 | Gerhard Holst                                   |
| 1792–1801 | Christian Thomas                                |
| 1801–1808 | Johann Martensen Zoëga                          |
| 1809–1818 | Christian Hansen Hoeg                           |
| 1818–1834 | Peter Hassberg                                  |
| 1834–1840 | Johann Andreas Iversen                          |
| 1841–1846 | Friedrich Wilhelm Linde                         |
| 1847–1858 | Gotthard Peter Petersen                         |
| 1859–1864 | Theodor O. W. H. Groth                          |
| 1864      | Wilhelm J. Steger                               |
| 1865–1868 | Johann H. Andresen                              |
| 1868–1876 | Friedrich Prahl                                 |
| 1876–1887 | Johann Fr. Hansen                               |
| 1888–1896 | Johann Friedrich Matthiesen                     |
| 1896–1908 | Ove Gerhard Göttsche                            |
| 1908–1910 | Rudolf Schlepper                                |
| 1910–1927 | Paul C. Bünz                                    |
| 1927–1931 | Heinrich Johannsen                              |
| 1932–1933 | Verwaltung durch Stedesander Pastor Rudolf Muuß |
| 1933–1940 | Curt Hansen                                     |
| 1940–1945 | Verwaltung durch Stedesander Pastor Rudolf Muuß |
| 1945–1961 | Emil Schneider                                  |
| 1961–1963 | Carl Schmidt                                    |
| 1963–1996 | Werner Stümke                                   |
| 1996–     | Anja Nickelsen-Reimers                          |

(Quelle unter)

## Politik

### Gemeindevertretung
Die im Rahmen der Kommunalwahlen in Schleswig-Holstein 2023 am 14. Mai 2023 neu bestimmte Gemeindevertretung von Enge-Sande setzt sich wie folgt zusammen:
Kandidaten der Wählergruppe Enge-Sande (WGES) verfügen über sieben, Mitglieder der CDU-Fraktion über vier Sitze.
Die Wahlbeteiligung lag bei 60,1 Prozent.

### Wappen
Blasonierung: „In Blau ein erhöhter goldener Dreiberg, belegt mit einem sechsspeichigen roten Wagenrad über einem blauen Wellenbalken.“
Die drei goldenen Berge sollen die Höhen des Langenberger Forstes und den Geestrücken symbolisieren, der die Gemeinde im Norden begrenzt. Die Speichen symbolisieren die sechs ursprünglichen Gemeinden, aus denen Enge-Sande 1974 gebildet wurde, und das Wellenband ist das Symbol für die Soholmer Au, die das Gemeindegebiet zum Süden hin begrenzt.

## Wirtschaft und Infrastruktur

### GreenTecCampus
In Sande befand sich bis 2011 ein Marinemunitionsdepot, zu dem ein 105 Meter hoher Sendeturm aus Stahlbeton gehörte. Die Liegenschaft des Munitionslagers wurde 2012 von der Bundeswehr an die Bundesanstalt für Immobilienaufgaben übergeben. Das Gelände war mit einem Gleisanschluss an die Marschbahn angeschlossen, an der die Gemeinde früher einen Personenbahnhof besaß. Im November 2012 beantragte die Gemeinde bei der Deutschen Bahn die Entfernung sämtlicher Warn- und Hinweisschilder entlang des Gleisanschlusses.

### Bildung
Am Rande des geographisch zentral gelegenen Ortsteils Enge gelegen, befindet sich die örtliche Grundschule und ebensolcher Kindergarten. Die Grundschule ist eine Außenstelle der „Grundschule an der Linde“ im Nachbarort Leck.

### Freizeiteinrichtungen
Zur Grundschule gehört ein öffentlich zugängliches Freibad.

### Verkehr
Das Gemeindegebiet von Enge-Sande ist im Motorisierten Individualverkehr unter anderem im Verlauf der Bundesstraße 5 direkt an das Fernstraßennetz angeschlossen. Es liegt im Abschnitt zwischen den benachbarten Zentralorten Bredstedt und Niebüll. Im Ortsteil Sande zweigt in nördlicher Richtung von ihr die schleswig-holsteinische Landesstraße 5 als Querverbindung zum Anschluss an die Bundesstraße 199 in Leck ab. Durch das östliche Gemeindegebiet und die dort befindlichen Dorflagen Soholm und Knorburg verläuft die Landesstraße 4 von Stadum nach Bredstedt.
Der Anschluss im Öffentlichen Personennahverkehr besteht über einen Rufbusverkehr im Rufbusgebiet Leck ausgehend von der Umstiegshaltestelle Leck, ZOB täglich im Zweistundentakt. Die Umstiegshaltestelle ist im Stundentakt über die Schnellbuslinie R1 (Flensburg–Niebüll) angebunden. Die Linie fährt auf Niebüller Seite den Bahnhof Niebüll an.

## Persönlichkeiten
- Der Fahrradpionier Gregers Nissen (1867–1942) wurde in Soholm geboren.
- Der Pastor und Propst Eduard Juhl (1884–1975) wurde in Enge geboren.
- Klaus-Jürgen Liedtke (* 1950), Schriftsteller und Übersetzer